# Visita del papa Francisco a Ecuador
La visita del papa Francisco a Ecuador, que se realizó entre el 5 y el 8 de julio de 2015, fue el primer viaje del papa Francisco a Ecuador, y la segunda vez que un papa viaja a ese país sudamericano, tras la visita del pontífice Juan Pablo II en 1985. Esta formó parte de su gira latinoamericana de 2015, en la cual visitó también Bolivia y Paraguay.
El sumo pontífice llegó a Ecuador el día 5 de julio al aeropuerto Mariscal Sucre, en la localidad de Tababela, cuando el avión de la compañía Alitalia que lo transportaba desde Italia al país aterrizó a las 14:44 hora local (-5 UTC). Lo recibieron en el país el presidente Rafael Correa Delgado; el alcalde de Quito, Mauricio Rodas y representantes de los órganos públicos del país. Todo esto se realizó en medio de tensiones políticas por manifestaciones en contra y a favor del gobierno ecuatoriano. Tras dos días de actividades, el pontífice emprendió rumbo hacia Bolivia durante la tarde del 8 de julio.

## Antecedentes

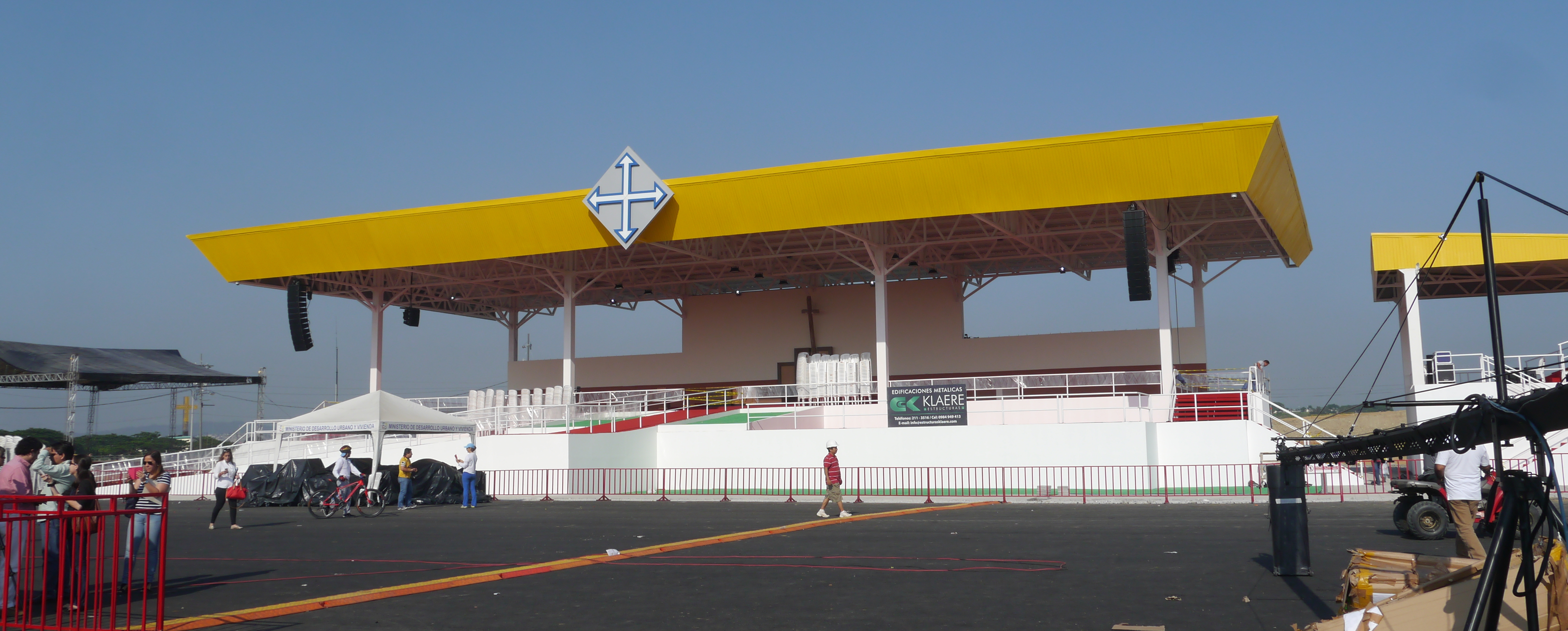
Templete papal en el parque Samanes, donde se ofició la primera misa campal en Ecuador.

La primera vez que un evento como este ocurrió en Ecuador fue cuando Juan Pablo II estuvo en el país, durante la presidencia de León Febres-Cordero Ribadeneyra. Este evento se desarrolló entre el 29 de enero y el 1 de febrero de 1985.
El 16 de abril del 2014, el presidente de Ecuador, Rafael Correa Delgado, envió una invitación oficial al Vaticano, donde expresó su deseo de que el papa visite el país. En su carta, detalló que el Ecuador «vive un cambio de época caracterizado por la dignidad y soberanía». La Santa Sede confirmó un año después el viaje oficial de Francisco al país, lo cual se anunció mediante rueda de prensa por parte del presidente Correa, junto con el arzobispo emérito Raúl Vela en la Conferencia Episcopal Ecuatoriana.
En el Ecuador, 8 de cada 10 ciudadanos que afirma tener una creencia o filosofía religiosa, son declarados católicos. Esto se basa en el censo del Instituto Nacional de Estadística y Censos de Ecuador, realizado en el año 2010, donde el 91,95 % de la población admite tener una religión, y de ese porcentaje, el 80,4 % se manifiestan católicos.
En las primeras semanas de la organización de la visita papal, Rolando Panchana, en ese entonces Gobernador del Guayas, manifestó su preocupación por la propuesta de realizar el encuentro de Francisco con los feligreses dentro del Santuario de la Divina Misericordia, lugar que no alberga la cantidad de personas previstas. Ante ello, propuso cambiar la sede de la misa oficial al Parque Samanes, ofreciendo inmediatamente su renuncia a la organización y al puesto en la gobernación. Su renuncia fue aceptada por el presidente Correa y comunicada por la Secretaria de la Gestión Política Viviana Bonilla. Así, Julio César Quiñónez ocupó el cargo y participó de la organización del evento.

## Desarrollo

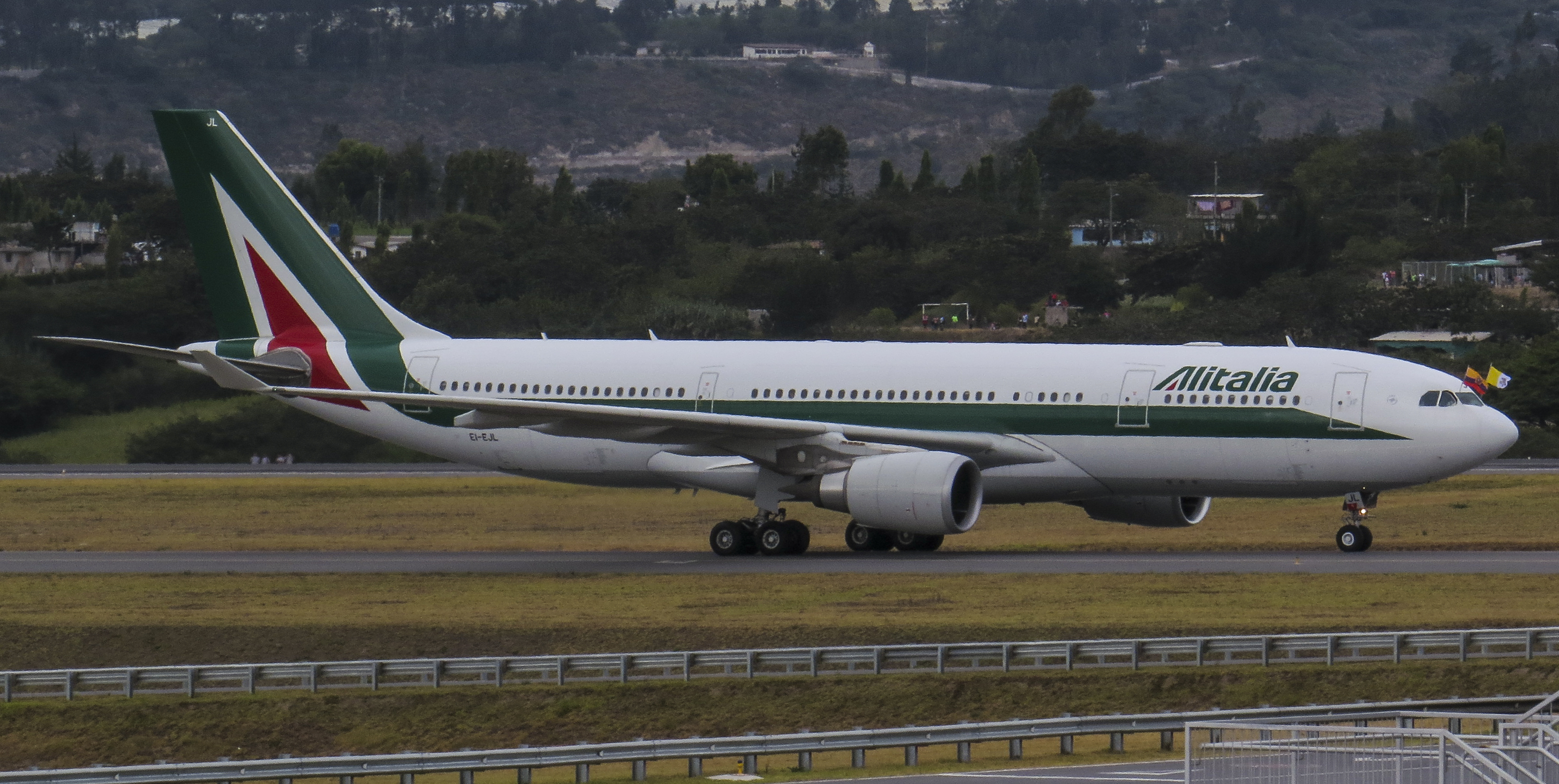
Avión de Alitalia que transportó al papa hasta Quito.

El 5 de julio de 2015, el papa Francisco partió desde Roma, del aeropuerto de Fiumicino a las 02:00 en un Airbus A330 de la compañía italiana de aviación Alitalia. Luego del viaje, el obispo arribó a Ecuador a las 14:44, donde fue recibido por el presidente Rafael Correa y su esposa, Anne Malherbe; el alcalde de Quito, Mauricio Rodas y su esposa María Fernanda Pacheco, y una comitiva de los representantes de organismos estatales. El Presidente de la República expresó unas palabras de bienvenida, donde resaltó: «el papa es argentino, probablemente Dios es brasileño, pero de seguro el paraíso es ecuatoriano», en medio de varias evocaciones a las palabras del Santo Padre que destacaban enseñanzas sobre la justicia social y la economía y la política. Tras esto, el papa respondió con sus propias palabras. «Le agradezco sus consonancias con mi pensamiento, me ha citado mucho» fue una de las frases más destacadas en su réplica. Jorge Mario Bergoglio resaltó la importancia de la fe que santos ecuatorianos como Narcisa de Jesús, Hermano Miguel, Mariana de Jesús y la beata Mercedes de Jesús Molina tuvieron. También lo recibieron autoridades civiles y eclesiásticas, y una corte de niños de pueblos tradicionales, indígenas y afroecuatorianos. Una de ellas, representante de la comunidad indígena, expresó palabras de agradecimiento por la presencia papal en el país, y la encíclica sobre el cuidado y preservación del medio ambiente. De inmediato, se dirigió a la Nunciatura Apostólica de Quito, transportado en su papamóvil. A la noche, un grupo de personas se reunieron en los bajos de la Nunciatura, donde Francisco salió a bendecir a los fieles espontáneamente.

### En Guayaquil
El día 6 de julio, arribó a Guayaquil a las 09:49, en la pista de la Base Aérea Simón Bolívar, donde fue recibido por el alcalde de Guayaquil, Jaime Nebot; el Prefecto de la Provincia del Guayas, Jimmy Jairala; el Canciller de la República, Ricardo Patiño; el Vicepresidente de la República, Jorge Glas;  el Gobernador del Guayas, Julio César Quiñónez y Monseñor Antonio Arregui quien en ese entonces era el arzobispo de Guayaquil. Ahí Jaime Nebot le entregó las llaves de la ciudad de Guayaquil; una confección de plata y oro de 18 quilates, donde se ve el Escudo de Guayaquil rodeado de perlas y un topacio cuadrado. A las 10:30 se dirigió al Santuario de la Divina Misericordia, en el kilómetro 26 Vía a la Costa, donde llegó a las 10:38. En este Santuario rezó por un momento y dio paso a un encuentro con niños, ancianos, enfermos y discapacitados.

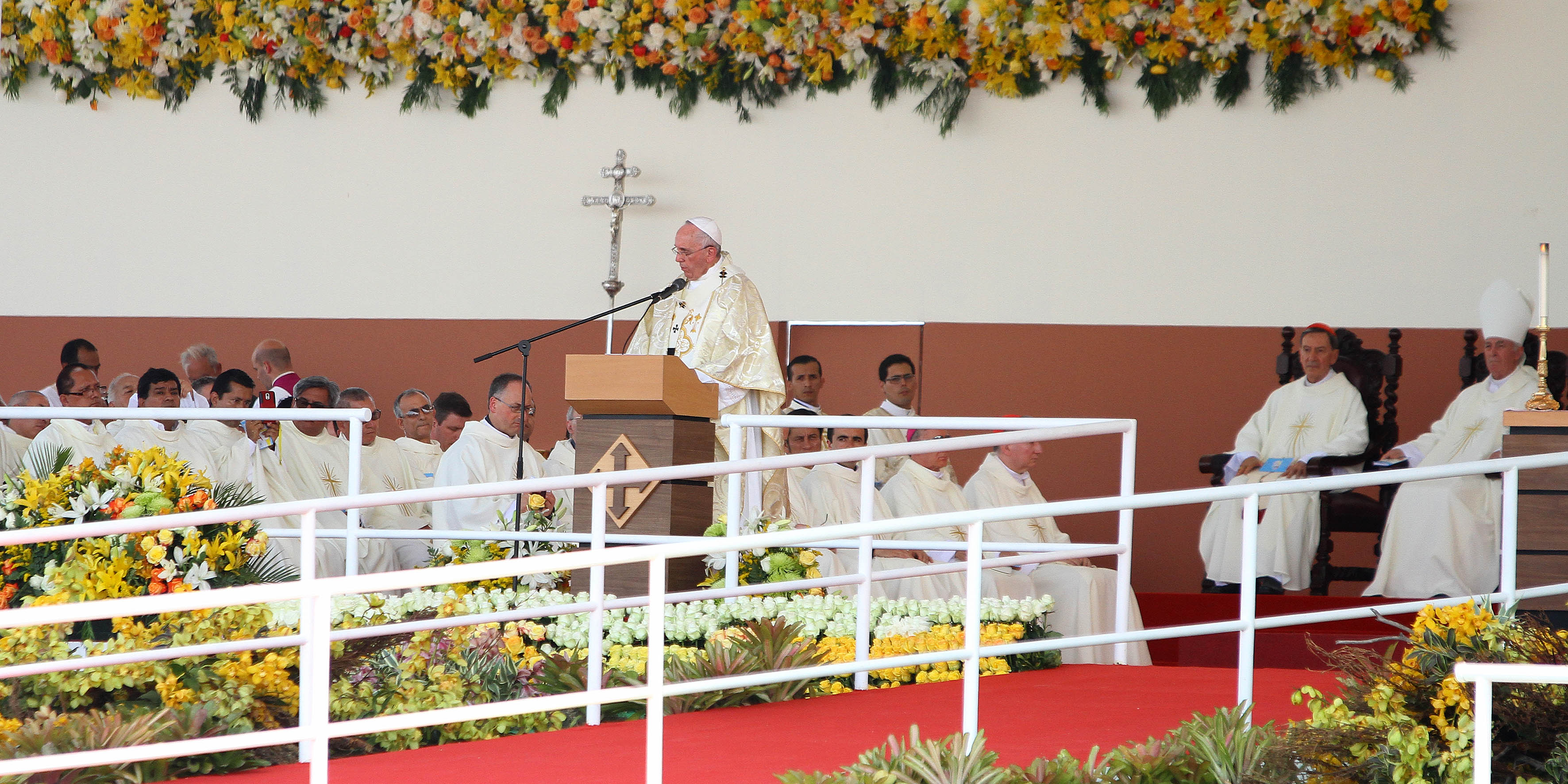
Captura de un momento durante la misa en Guayaquil.

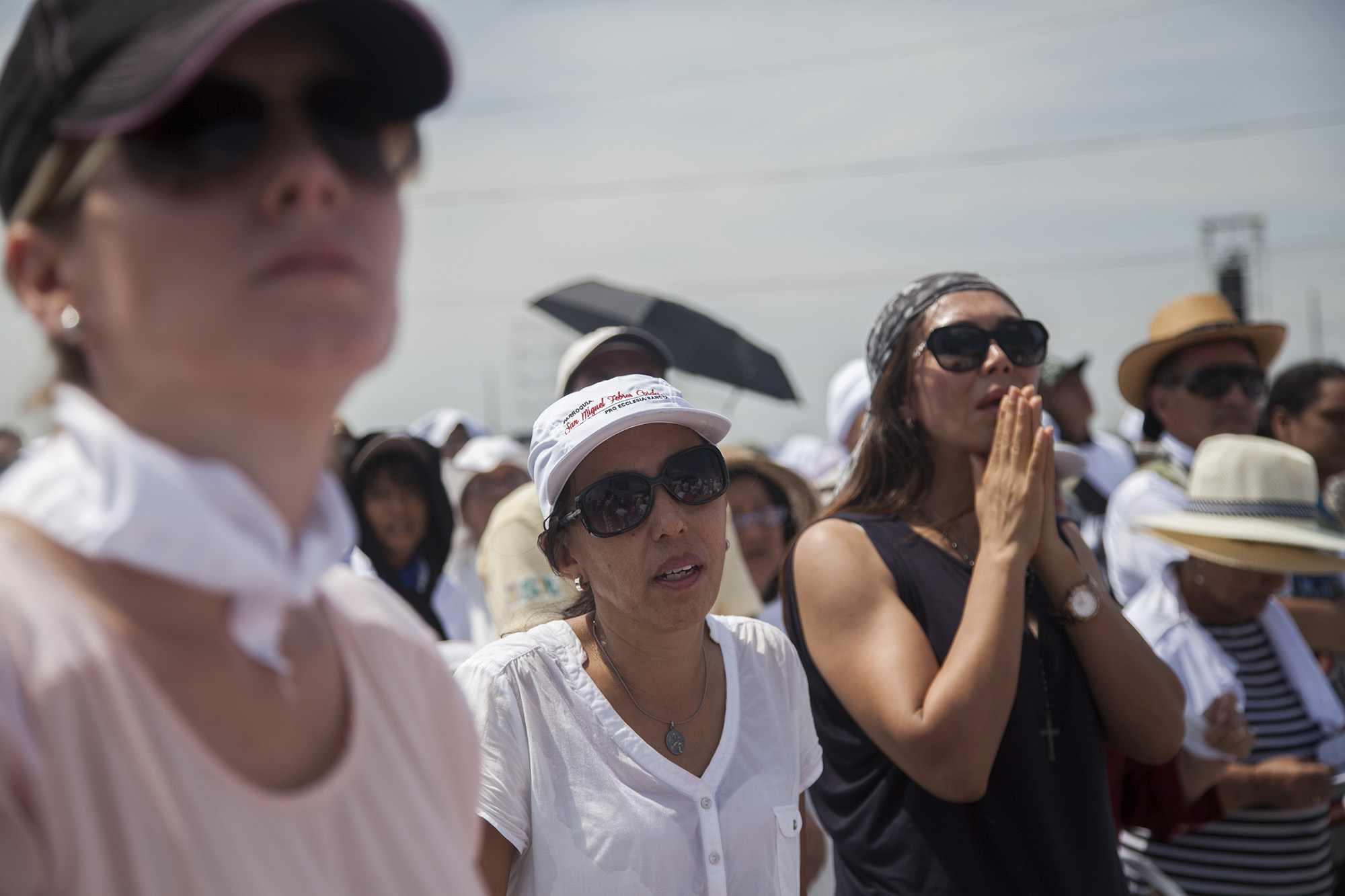
Feligreses se congregan en el parque Samanes para la misa de Francisco.

En el parque Samanes ofreció una misa a los aproximadamente 650 000 creyentes que se dieron cita desde la noche anterior alrededor del templete guayaquileño. La misa se enfocó en dar un mensaje sobre la familia, a la cual Bergoglio evocó como «la iglesia doméstica». El templete donde se llevó a cabo la misa estaba decorado con la imagen del Cristo del Consuelo y un retrato de Santa María, Madre de Guayaquil.
Terminó su misa en el parque Samanes y salió del lugar en el papamóvil, con dirección al colegio jesuita Javier de Guayaquil, donde esperaba encontrarse con el Padre Paquito, amigo personal de él, a quien no veía hace treinta años. Al llegar, fue recibido con un coro de niños que entonaron la canción oficial del evento, «Bienvenido Papa Francisco». También se le entregó un cuadro de la Virgen Dolorosa de manos de Luis Alberto Gutiérrez. Pasó a una capilla junto al Padre Paquito para rezar, y al salón de invitados donde mantuvieron una reunión íntima. El papa compartió después un almuerzo con 22 miembros de la comunidad jesuita. Tras su paso por el Colegio Javier, se dirigió en el papamóvil hacia la Base Aérea Simón Bolívar de Guayaquil, donde lo esperaba el airbus A330 de la compañía Alitalia, que lo llevó a la ciudad de Quito.

### En Quito

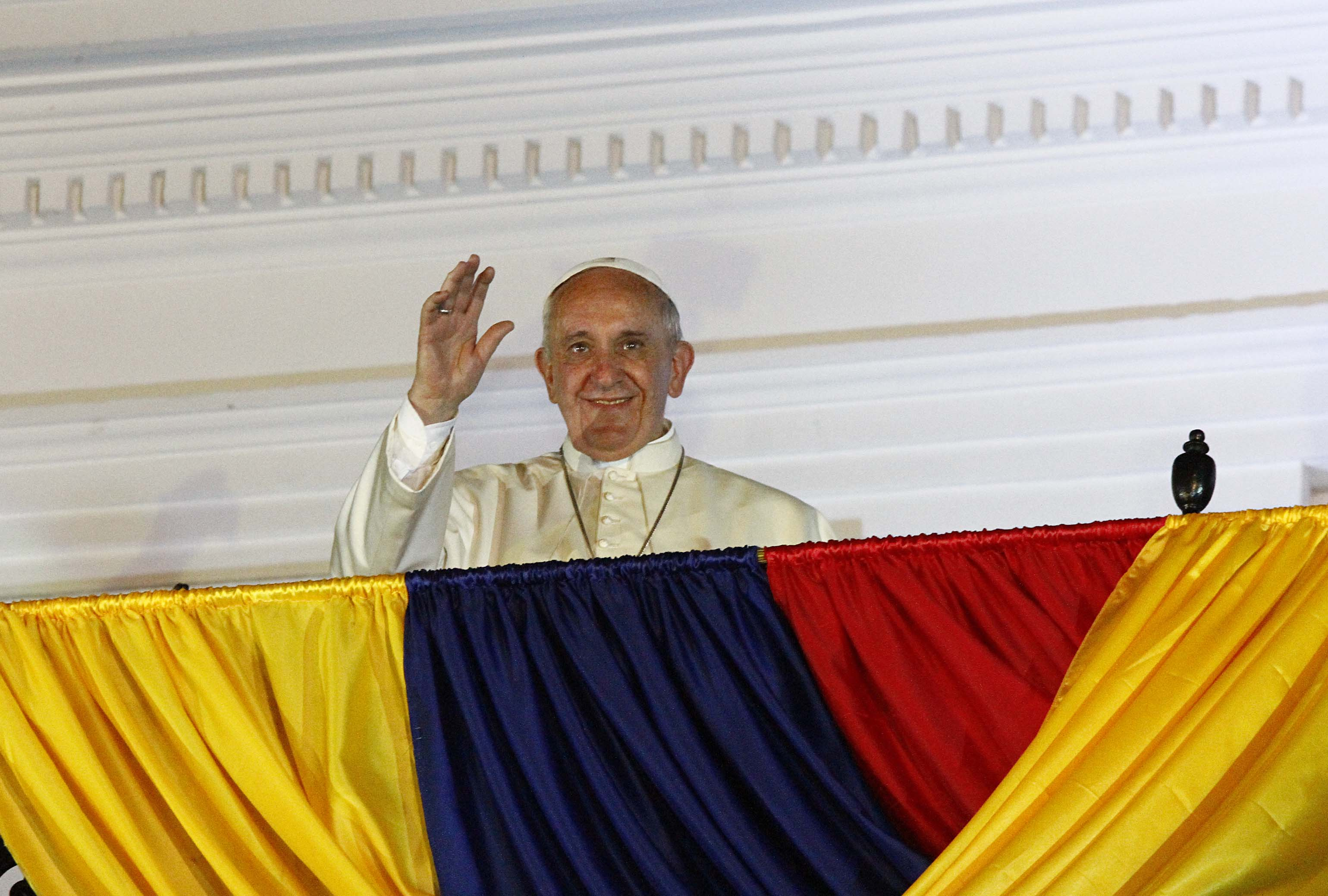
Papa Francisco bendice a fieles desde el balcón presidencial en Carondelet.

Tras su partida de Guayaquil, retornó a la ciudad de Quito por el aeropuerto Mariscal Sucre, al cual arribó a las 17:44. La misma noche del 6 de julio, a las 19:00, visitó el Palacio de Carondelet para encontrarse brevemente con el presidente Rafael Correa, y desde ahí se dirigió a la Catedral de Quito y saludó a los fieles congregados en la Plaza Grande, quienes pudieron ingresar en el lugar por pases otorgados por la Cancillería de Ecuador. Terminó su recorrido al llegar a la Nunciatura Apostólica donde se hospedó, y tras ello, rompió el protocolo papal de la visita al salir a bendecir a los ciudadanos que le esperaban en las afueras del edificio, e invitarlos a la misa campal del siguiente día.
El 7 de julio, salió de la Nunciatura Apostólica con dirección al parque Bicentenario de Quito, donde desde temprano en la mañana se reunió con obispos del Ecuador en el centro de convenciones del parque. Tras la reunión, ofrendó una misa donde se congregaron fieles de la Iglesia católica, alrededor del templete construido en el lugar. En este parque se habilitaron unos 420 000 metros cuadrados para congregar a los asistentes. El Ministro del Interior, José Serrano Salgado, comentó vía redes sociales que 900 000 personas acudieron a esta misa. En esta misa se leyó la carta del Apóstol Pablo a Timoteo en idioma quichua. Habló además sobre temas como la evangelización y la paz. A las 16:30 tuvo un encuentro con educadores en la Pontificia Universidad Católica del Ecuador.

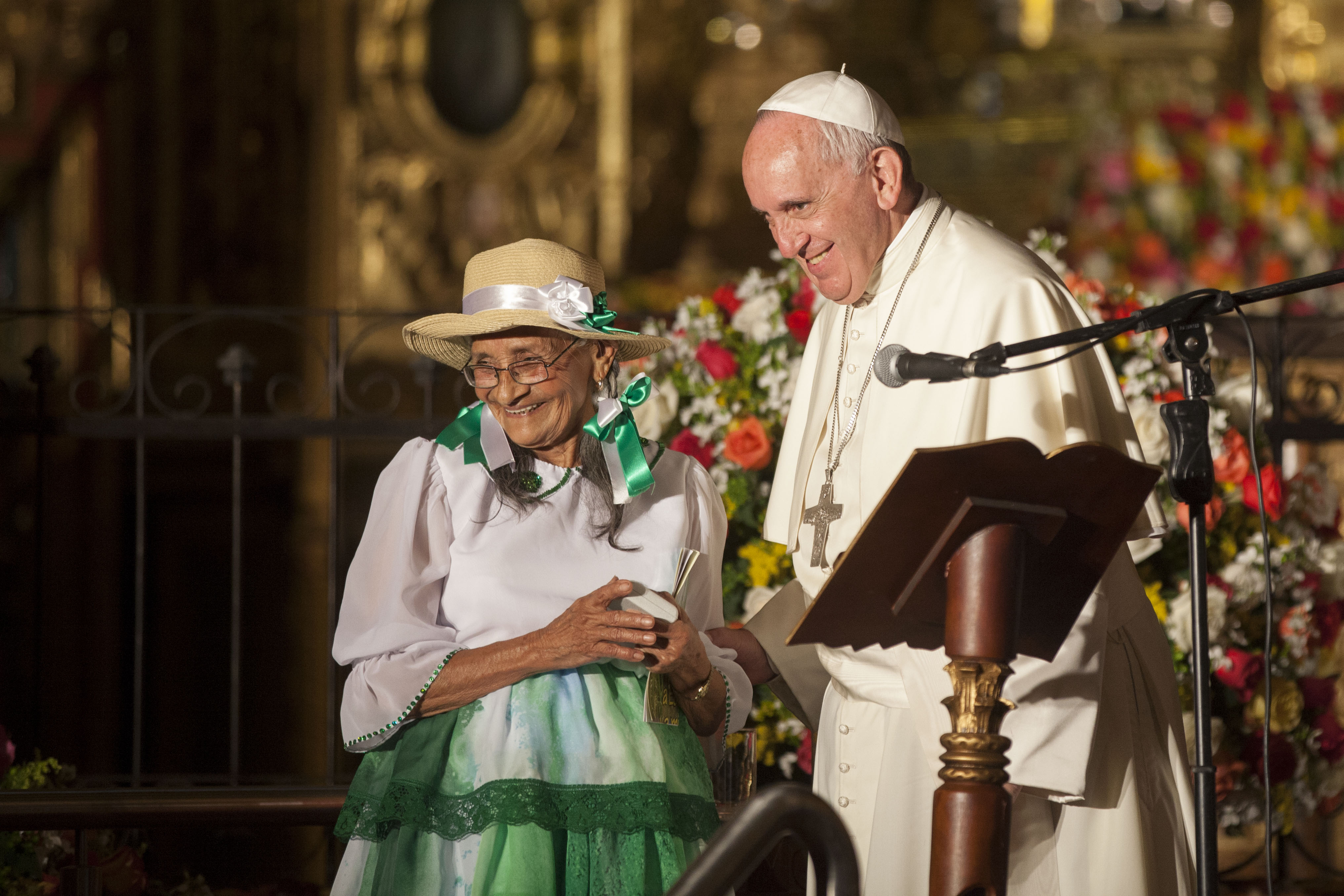
El pontífice y una mujer representante de la raza montuvia en Iglesia de San Francisco de Quito.

Posteriormente se dirigió a la Iglesia de San Francisco donde recibió las llaves de la ciudad de Quito de parte del alcalde Mauricio Rodas, y se reunió con la sociedad civil. En esta última, la comunidad franciscana le entregó una estatua de San Francisco de Asís. Visitó también la iglesia de la Compañía de Quito y concluyó su jornada.
El 8 de julio, en su último día en el país, se dirigió a Tumbaco para encontrarse con las Hermanas Misioneras de la Caridad en su casa hogar para adultos mayores. Una hora más tarde, visitó el Santuario de la Virgen de El Quinche, donde tuvo una reunión con seminaristas, religiosos y el clero ecuatoriano. Finalmente, al mediodía, terminó su estadía en Ecuador, para dirigirse rumbo a Bolivia.

## Organización

### Himno oficial y otras canciones
El 5 de junio de 2015, la Conferencia Episcopal Ecuatoriana anunció que se preparó un himno oficial, cuyo título es «Bienvenido Santo Padre», escrito por el Monseñor Aníbal Nieto, obispo de la diócesis de San Jacinto de Yaguachi, y la música fue compuesta por el sacerdote Juan Pablo Assiso. La Conferencia Episcopal dio sus comentarios sobre el himno que está inspirado en la vida sencilla de Bergoglio, y que resalta la alegría que tiene al transmitir sus mensajes.
Otras canciones fueron presentadas para ser parte del evento, como una canción escrita por Gloria Gallardo, directora de la Empresa Pública Municipal de Turismo, Promoción Cívica y Relaciones Internacionales de la Municipalidad de Guayaquil y musicalizada por Luis Padilla, misma que fue interpretada por el quinteto Guachapelí durante el paso de Francisco por el Santuario de la Divina Misericordia de Guayaquil. Entre las canciones con ritmos nacionales, un sanjuanito escrito por el padre Medardo Mora también fue parte del evento.
El cantante Damiano escribió también una canción y la presentó a su llegada al parque Bicentenario de Quito, antes de la misa campal. El tema «Bienvenido» fue compuesto por él a petición del padre Johnny Hermida y la Arquidiócesis de Quito. Esta canción la entonaron integrantes deportistas del coro de las Olimpiadas Especiales, monjas y demás voluntarios.
El cantante ecuatoriano Jesús Fichamba colaboró con una canción llamada «Taita Francisco», con música de Antonio Godoy y arreglos de Paco Godoy. La interpretación de Fichamba cuenta también con una versión quichua, «Taita Pachito». El ritmo cuenta con los sonidos del acordeón, piano eléctrico, guitarra acústica, bajo eléctrico y percusión. Esta canción fue presentada mientras se cumplía la visita en el Palacio de Carondelet.

### Logos
La publicidad oficial del evento papal contó con dos logos elaborados por distintos organismos. La Conferencia Episcopal Ecuatoriana presentó el 16 de abril de 2015 su logo diseñado para la ocasión. Se visualiza escrito el año 2015 con los colores de la bandera ecuatoriana (amarillo, azul y rojo), donde dentro del número cero se aprecia la forma de un globo terráqueo, con una imagen del papa en posición de saludo; corona el globo terráqueo una cruz, y debajo del número, se lee la palabra «Ecuador». El lema de este logo, «A evangelizar con alegría», se aprecia debajo de la imagen. El logo fue publicado por el padre César Piechestein, vocero del proyecto de la Visita Apostólica, en su perfil personal de Facebook.
El gobierno ecuatoriano presentó un segundo logo, utilizado en la publicidad oficial. En la página web preparada se lanzó este logo, el 28 de mayo de 2015. Se aprecia la imagen del rostro de Francisco sonriente, sobre un vector multicolor, reconocido en el logo del país sudamericano. Debajo de la imagen, se observa la frase «Papa Francisco en Ecuador», y el lema para este logo «Bienvenido al país que ama la vida».

### Seguridad
El operativo de seguridad que resguarda al pontífice contó con un número aproximado entre 47 000 y 49 000 agentes de seguridad en las ciudades de Quito y Guayaquil. Todos ellos participaron de 25 operativos denominados «Pontífice», de los cuales 7 fueron previos, quince se desarrollaron durante el evento y tres posteriores.
Organismos relacionados con los movimientos turísticos, como la Dirección de Migración del Ministerio Coordinador de Seguridad, pusieron a la disposición de los visitantes extranjeros 392 miembros que resguardaron las fronteras y terminales aeroportuarias.
| Material logístico         | Material logístico                          |
| Cantidad                   | Objeto                                      |
| -------------------------- | ------------------------------------------- |
| 457                        | Vehículos                                   |
| 592                        | Motos                                       |
| 14                         | Grúas                                       |
| 14                         | Ambulancias                                 |
| 5                          | Helicópteros                                |
| 1 013                      | Radios                                      |
| Material humano (en Quito) |                                             |
| Cantidad de gendarmes      | Posición asignada                           |
| 5 712                      | Aeropuerto Internacional Mariscal Sucre     |
| 3 409                      | Palacio de Carondelet                       |
| 1 200                      | Catedral Metropolitana de Quito             |
| 8 516                      | Parque Bicentenario                         |
| 3 000                      | Pontificia Universidad Católica del Ecuador |

Fuente

### Papamóvil

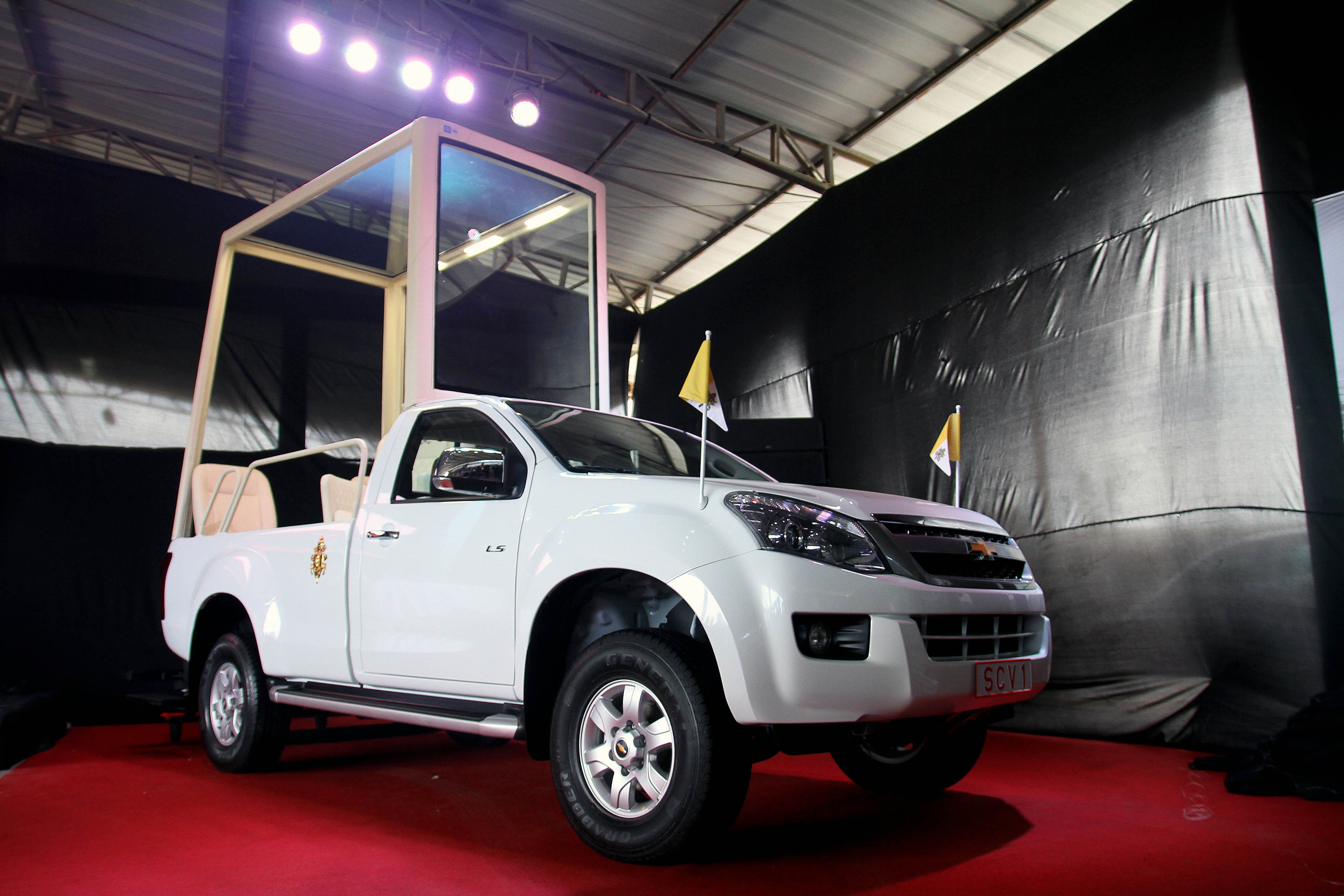
Papamóvil que transportó a Francisco en Guayaquil

El papamóvil que transportó al sumo pontífice en su recorrido en el Ecuador fue fabricado por la empresa General Motors dentro del país, con diseños enviados por el Vaticano. En Guayaquil, el modelo del automóvil es una camioneta Chevrolet D-Max. Este papamóvil no es blindado, lleva un asiento de cuero y de llantas reforzadas. En el vehículo se muestra también el escudo del Club Atlético San Lorenzo de Almagro en el asiento papal. En Quito, el vehículo es un modelo Wrangler todo terreno, color blanco.

## Luego de la visita

### Controversia política
Un día después de la partida del papa del país, el presidente Rafael Correa hizo conocer su opinión de los discursos promulgados por el pontífice en Ecuador. Tras las protestas en el país, Francisco comunicó durante sus discursos una frase que expresaba: 

El pueblo ecuatoriano se ha puesto de pie con dignidad
Papa Francisco

Ante esto, Correa manifestó que aquella idea apoyaba a la Revolución Ciudadana y a los protestantes que participaron a favor del gobierno durante las manifestaciones en el mes previo al evento.
Por su parte, el obispo aclaró aquella frase durante su viaje de regreso a Roma, al expresar que cualquier frase «puede ser instrumentalizada». Indicó que debería verse el contexto con el que él expresó tales palabras, pues él se refería a antiguos conflictos como los problemas limítrofes con países vecinos y que el pueblo ha tomado conciencia de su dignidad respecto a estos asuntos.

### Templetes
Se confirmó que los templetes utilizados durante estas fechas en las misas campales serán transformados en iglesias. En Guayaquil se trasladó el templete de Samanes al sector de Socio Vivienda al noroeste de la ciudad. Con la instalación del templete, se conformará una parroquia eclesiástica, y se mantendrá el recuerdo visual del momento en que Francisco ofrendó la misa en la región. El desmontaje empezó el 13 de julio de 2015. María de los Ángeles Duarte, ministra de Vivienda, declaró que los valores presupuestados para su construcción, alrededor de 700 000 USD, contemplaban igualmente la reubicación hacia el sector de Socio Vivienda. Lo único que quedará en el sector de Samanes será la estatua de la Sagrada Familia como recuerdo del evento papal.